# Broad Exchange Building
Das Broad Exchange Building ist ein 20-stöckiges Wohnhochhaus im Finanzdistrikt von Manhattan  in New York City. Mit einer Höhe von 84,4 Metern (277 Fuß) war es bei seiner 1902 erfolgten Fertigstellung eines der höchsten Gebäude der Umgebung.

## Beschreibung
Das Hochhaus liegt an der 25 Broad Street Ecke Exchange Place in Lower Manhattan, nur wenige Meter von der New York Stock Exchange entfernt. Bis zum südwestlich gelegenen Park The Battery und bis zum südöstlich befindlichen East River mit dem Staten Island Ferry Whitehall Terminal sind es nur wenige Blocks. Am Fuße des Gebäudes ist ein Zugang zur Station Broad Street der New York City Subway, wo die Linien  und  verkehren.

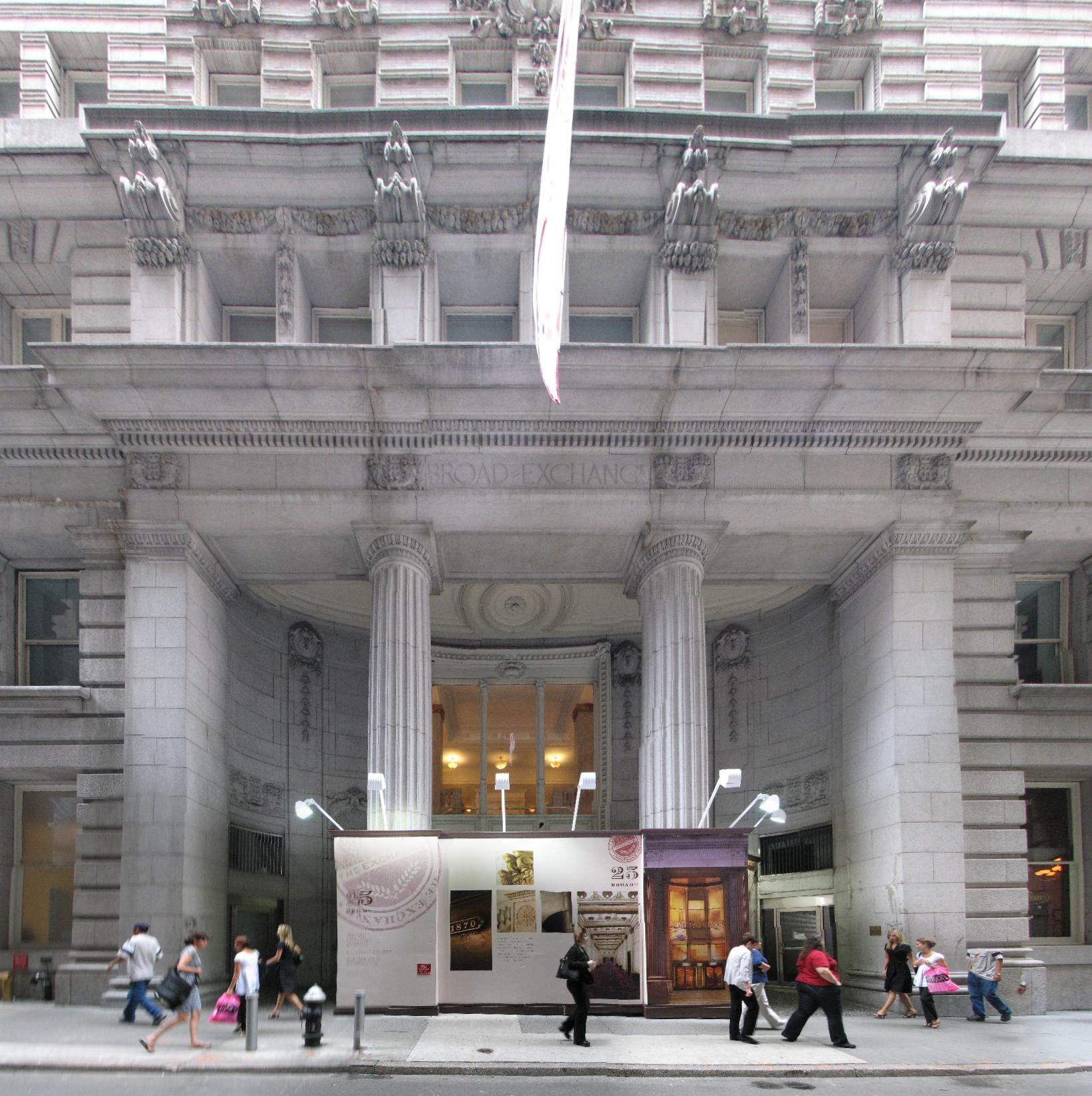
Haupteingang (2007)

Planung und Bau des Gebäudes wurde von der Architekturfirma Clinton and Russell ausgeführt. Das Design orientierte vor allem an den typischen Wolkenkratzer in New York Ende des 19. und Anfang des 20. Jahrhunderts, in dem die Baustile italienische Neorenaissance und Neoklassizismus verwendet wurden. Insgesamt gab es einst 326.500 Quadratmeter zu vermietende Bürofläche.
Das Broad Exchange Building wurde am 13. April 1998 in das National Register of Historic Places eingetragen (NRHP Reference Nummer: 98000366) und am 27. Juni 2000 zum Wahrzeichen der Stadt New York erklärt. Seit 2007 ist das Gebäude Teil des Wall Street Historic District.
Das 1997 in ein Wohngebäude umgewandelte und 2019 sanierte Hochhaus mit aktuell 307 Eigentumswohnungen bietet für seine Bewohner eine 24-Stunden-Lobby, Aufenthaltsräume mit Catering-Küche und Co-Working-Spaces. Spielbereiche für Kinder im Innen- und Außenbereich, eine große Dachterrasse mit Tagesbetten, Fitnesscenter, Yoga- und Bewegungsstudio, 3D-Multisport-Simulatorraum, Haustierpflege-Spa und Fahrradkeller.

## Geschichte
Das Broad Exchange Building war während seiner Errichtung von 1900 bis 1902 das größte Bürogebäude in Manhattan und zugleich das mit dem höchsten Grundstückswert. Es diente früher als Hauptsitz der Investmentbank und Börsenmaklerfirma Paine Webber. Die renommierte Architekturfirma Clinton & Russel designten das Gebäude, die Kosten beliefen sich auf ungefähr 3,25 Millionen US-Dollar. Wie schon um die Jahrhundertwende des 19./20. Jahrhunderts in anderen Hochhäusern Manhattans, wie dem American Surety Building oder dem Beaver Building, wurden auch im Broad Building neue Technologien eingesetzt, die das Bauen höherer Konstruktionen ermöglichte, wie die Verwendung eines Stahlskeletts und Fahrstühlen. Das Broad Exchange Building war für lange Zeit eines der repräsentativsten Gebäude der New Yorker Finanzindustrie, bis diese weiter nördlich an die Wall Street zog. 
Im Jahre 1997 wurde das Gebäude renoviert und es entstanden 347 Luxusappartements. Hier kam jedoch zu einem Streit mit der Denkmalschutzbehörde, welche die Renovierung und Umgestaltung als harten Eingriff in das historische Gebäude sahen. 2019 fand ein Umbau und die Sanierung der Eigentumswohnungen statt. Insgesamt entstanden 307 Wohneinheiten, die sich auf 168 Ein-Zimmer-Wohnungen, 135 Zwei-Zimmer-Wohnungen und vier Penthouse-Wohnungen verteilen.